# 切萨雷·马里亚·德韦基

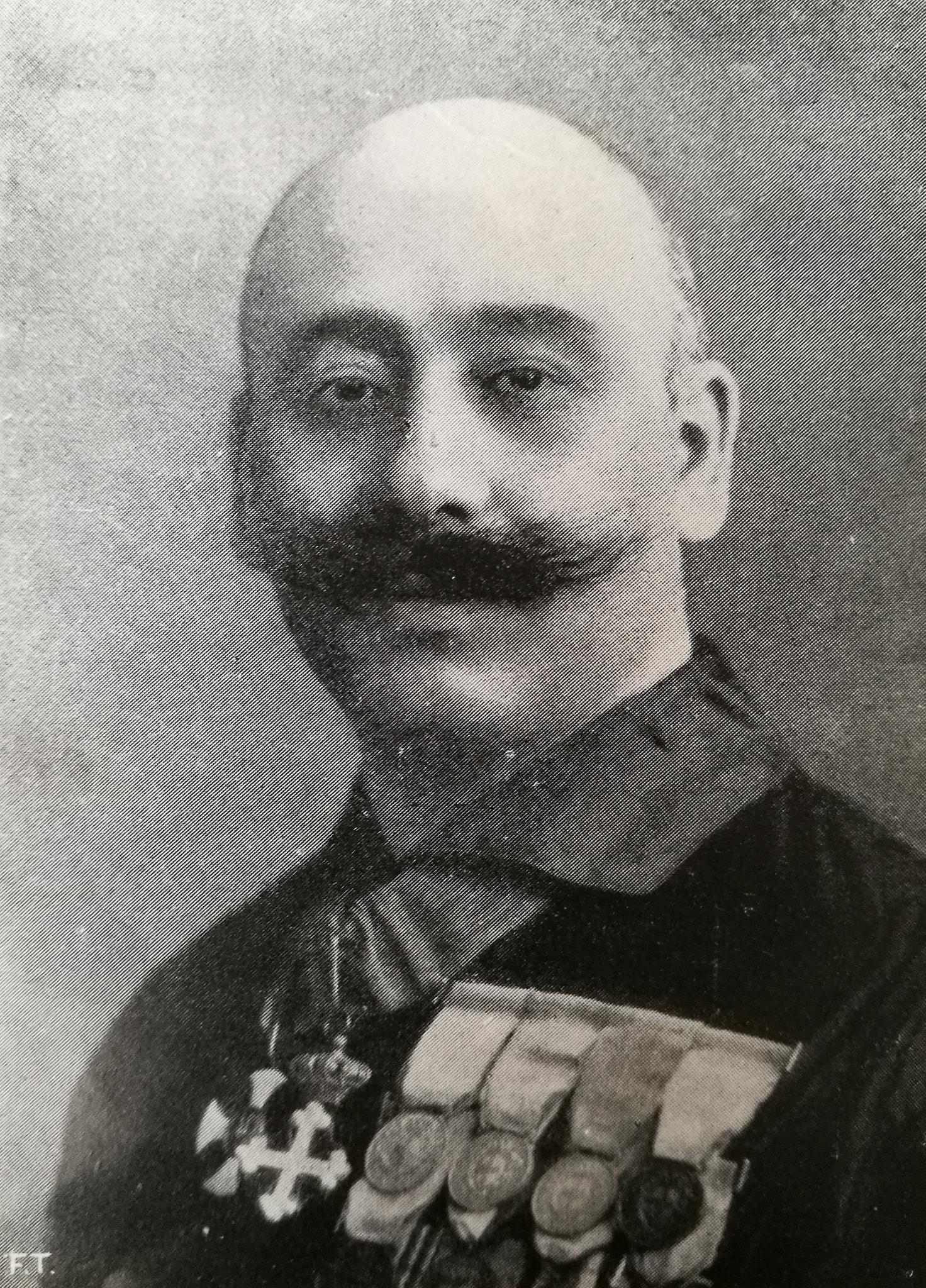
切萨雷·马里亚·德韦基

切萨雷·马里亚·德韦基，第一代瓦尔奇斯蒙伯爵（義大利語：Cesare Maria De Vecchi, I Conte di Val Cismon，1884年11月14日—1959年7月23日），意大利军人、政治家。他也是法西斯四巨头之一。
德韦基出生在卡萨莱蒙费拉托，毕业于法学专业，后来成为都灵的一个律师。第一次世界大战期间曾加入意大利陆军，回到意大利后，德韦基加入了国家法西斯党，在党内属于保王和温和的一派。他成为都灵的法西斯组织Squadrismo的领袖。1921年，德韦基当选众议院议员，并成为黑衫军的领袖之一。
1922年，德韦基与米凯莱·比安基、埃米利奥·德博诺、伊塔洛·巴尔博四人一起发动向罗马进军。他成功说服安东尼奥·萨兰德拉倒向法西斯的一边，使法西斯党处于绝对优势，并最终成功夺取政权。墨索里尼内阁成立后，德韦基成为国库副部长，后为财政部副部长。1922年，他率领黑衫军发起都灵大屠杀，袭击并焚毁意大利共产党的总部，逮捕大量共产党人并公开处决。
1923年至1928年期间，德韦基出任意属索马里兰总督，远离意大利政坛，并获得瓦尔奇斯蒙伯爵的头衔。他被国王维托里奥·埃马努埃莱三世任命为参议院议员。1929年拉特兰条约签订后，德韦基被任命为意大利驻教廷第一任大使。
1935年至1936年期间任教育部长，宣传萨伏依王室是罗马帝国与罗马法西斯之间的连接，并着手集中学校管理系统的权力。1936年至1940年期间担任意属爱琴海诸岛总督，推动将当地的官方语言确定为意大利语。翌年进入法西斯大委员会。
1943年7月25日，迪诺·格兰迪在法西斯大委员会上发起对墨索里尼的不信任动议，要求罢免墨索里尼的首相职务。德韦基投了赞成票。随后他使用巴拉圭护照流亡阿根廷。1944年1月意大利社会共和国举行维罗纳审判，将他以叛国罪缺席判处死刑。
1949年，德韦基回到意大利，与鲁道夫·格拉齐亚尼一起加入了新法西斯主义的政党意大利社会运动，但拒绝在政党中担任职务。1959年病逝于罗马。